# Adriano Gonçalves
Adriano Fernandes Gonçalves, ou simplesmente Adriano Gonçalves, (Belém, 26 de setembro de 1928) foi um jornalista e político brasileiro, outrora deputado federal pelo Pará.

## Dados biográficos
Filho de José Vieira Gonçalves e Rosana Fernandes. Jornalista e servidor público, filiou-se à UDN e por duas vezes candidatou-se a deputado estadual, obtendo uma suplência em 1954 e sendo eleito em 1958. Alcançou uma outra suplência como candidato a deputado federal em 1962, todavia foi convocado a exercer o mandato a partir de 1965 nas licenças de Epílogo de Campos e depois efetivaram-no com a eleição de Stélio Maroja para prefeito de Belém.
Com a outorga do bipartidarismo, filiou-se à ARENA e buscou a reeleição em 1966, mas não foi além de uma suplência. Entretanto, a morte de Haroldo Veloso resultou na efetivação de Adriano Gonçalves em 27 de outubro de 1969. Último colocado entre os candidatos arenistas ao buscar a reeleição em 1970, elegeu-se prefeito de Viseu em 1972 e 1982, conquistando esse último mandato pelo PDS.